# Where'd You Go
Where'd You Go è un singolo del gruppo musicale statunitense Fort Minor, pubblicato il 14 aprile 2006 come terzo estratto dall'album in studio The Rising Tied.

## Descrizione
Decima traccia di The Rising Tied, Where'd You Go ha visto la partecipazione vocale di Holly Brook e di Jonah Matranga, il quale si è occupato anche delle parti di chitarra.

## Tracce
CD promozionale (Europa)
1. Where'd You Go (featuring Holly Brook and Jonah Matranga) – 3:55

CD promozionale (Stati Uniti)
1. Where'd You Go (Album Version) – 3:51
2. Where'd You Go (Radio Version) – 3:51
3. Where'd You Go (Instrumental) – 3:53
4. Where'd You Go (A Cappella) – 3:17
5. Where'd You Go (Radio A Cappella) – 3:17

CD singolo (Australia, Europa), download digitale (Stati Uniti)
1. Where'd You Go (featuring Holly Brook and Jonah Matranga) – 3:55
2. Where'd You Go (Big Bad Remix) – 4:10
3. Where'd You Go (SOB Remix) – 3:17

CD singolo (Germania)
1. Where'd You Go (featuring Holly Brook and Jonah Matranga) – 3:55
2. Where'd You Go (Big Bad Remix) – 4:10

## Successo commerciale
Where'd You Go è arrivato alla quarta posizione della Billboard Hot 100 stilata da Billboard, posizionandosi inoltre quinto nella Digital Songs, nono nella Radio Songs e secondo nella Pop Airplay. Tale successo ha garantito al brano la certificazione come disco di platino dalla RIAA grazie alla vendita di oltre milione di copie.
Il singolo ha inoltre vinto il premio come miglior suoneria agli MTV Video Music Awards 2006.

## Classifiche
| Classifica (2006)          | Posizione massima |
| -------------------------- | ----------------- |
| Australia                  | 41                |
| Austria                    | 29                |
| Belgio (Fiandre)           | 6                 |
| Canada                     | 7                 |
| Finlandia                  | 8                 |
| Francia                    | 24                |
| Germania                   | 18                |
| Nuova Zelanda              | 14                |
| Paesi Bassi                | 15                |
| Repubblica Ceca            | 2                 |
| Slovacchia                 | 20                |
| Stati Uniti                | 4                 |
| Stati Uniti (adult top 40) | 23                |
| Svizzera                   | 62                |